# Comtat de Riudoms

Escut de Riudoms.

El Comtat de Riudoms és un títol nobiliari espanyol creat el 30 de juny de 1910 pel rei Alfons XIII a favor de Joan Nepomuceno Pérez-Seoane i Roca de Togores, Senador del Regne, en memòria d'un antic senyoriu de casa seva, ja que la família Roca de Togores havien estat, a l'antiguitat, Barons de Riudoms.
Juan Nepomuceno Pérez-Seoane i Roca de Togores era fill de Pablo Pérez-Seoane i Marín, II comte de Velle i d'Enriqueta María Roca de Togores i Corradini I duquessa de Pinohermoso, VIII comtessa de Villaleal.
La seva denominació fa referència a la localitat de Riudoms, a la comarca catalana del Baix Camp.

## Comtes de Riudoms
|                         | Titular                                        | Període                 |
| Creació per Alfons XIII | Creació per Alfons XIII                        | Creació per Alfons XIII |
| ----------------------- | ---------------------------------------------- | ----------------------- |
| I                       | Juan Nepomuceno Pérez-Seoane i Roca de Togores | 1910-                   |
| II                      | Alfonso Eugenio Pérez-Seoane i Bueno           | 1946-1970               |
| III                     | Juan Alfonso Pérez-Seoane i Harvey             | 1971-                   |
| IV                      | Enrique Pérez-Seoane i Roca de Togores         | 1975-1996               |
| V                       | Juan Enrique Pérez-Seoane Mazzuchelli          | 1977-actual titular     |

## Història dels Comtes de Riudoms
- Juan Nepomuceno Pérez-Seoane i Roca de Togores (nascut a París, el 15 de febrer de 1869), I comte de Riudoms .

1. Es casà amb Rosa Bueno i Garzón.
2. Es casà amb María de las Angustias Roca de Togore i Pérez del Pulgar, filla d'Alfonso Roca de Togores i Aguirre-Solarte, I marquès d'Alquibla. El va succeir, del seu primer matrimoni, el 1946, el seu fill:

- Alfonso Eugenio Pérez-Seoane i Bueno (1905-1970), II comte de Riudoms. El va succeir el seu fill:

- Juan Alfonso Pérez-Seoane i Harvey, III comte de Riudoms .

1. Es casà amb Eva Riekeles von Kass. Dues filles. El va succeir, un fill del segon matrimoni del seu avi, el primer comte, per tant, el seu oncle:

- Enrique Pérez-Seoane i Roca de Togores († en 1996), IV comte de Riudoms .

1. Es casà amb Carmen Mazzuchelli i López de Ceballos. El va succeir el seu fill:

- Juan Enrique Pérez-Seoane Mazzuchelli, V comte de Riudoms .

1. Es casà amb Maria del Mar Mazán Lloret.